# Hileithia rhehabalis
Hileithia rhehabalis là một loài bướm đêm trong họ Crambidae.